# イタリアにおける2019年コロナウイルス感染症の流行状況
イタリアにおける2019年コロナウイルス感染症の流行状況（イタリアにおける2019ねんコロナウイルスかんせんしょうのりゅうこうじょうきょう、伊: Pandemia di COVID-19 del 2020-2021 in Italia）では、イタリアにおける新型コロナウイルス感染症（COVID-19）の流行状況について述べる。
なお、統計上を含む一部の情報はサンマリノ・バチカンのそれを含む場合がある。

## 概要
2020年1月30日に中国から入国した観光客の感染が発覚して以来、イタリア政府は非常事態を宣言し中国本土との間の航空便を停止させた。しかし、2月下旬から北イタリアを中心に原因不明の感染源による感染が急激に増加していたため、イタリア政府はロンバルディア州とヴェネト州のいくつかの町を封鎖した。また、人々の流動により新型コロナウイルスの感染は国内の他地域や多くの国々にも拡大している。

3月11日までにイタリア国内で54,000件以上のウイルス検査が実施され、12,462人の感染者が見つかり、827人が死亡、1,045人が回復している。

## 感染の拡大

### 2020年1月
1月30日、23日にミラノに到着し、ローマで体調不良となった中国湖北省から来た観光客の夫婦2人の感染が確認された。

### 2020年2月
2月6日、2月2日にチャーター機で帰国したイタリア人のうち、29歳の研究者の感染が確認された。帰国当初は無症状であったが、数日後に発熱があったため、チェッキニョーラの陸軍施設に移送された。
2月20日、ローディ県コドーニョで1人の感染が確認された。当該患者（ペイシェント・ワンと見られる）は中国への渡航歴がないが、国内で中国から帰国したイタリア人の友人と会食をした。
2月21日、ヴェネト州でパドヴァ県ヴォー在住の2人の感染が確認され、うち78歳男性1人は21日に州内の病院で死亡。また、「ペイシェント・ワン」との関連があるロンバルディア州のカザルプステルレンゴ、コドーニョ、カスティリオーネ・ダッダなどの町で医者5人を含む14人の感染が確認された。そのうち、6人の感染者が出たコドーニョはイタリア政府により封鎖された。
2月22日、ヴェネト州のヴォーやミーラなどの町で合計15人の感染が確認され、ヴォーはイタリア政府により封鎖された。ロンバルディア州のセスト・サン・ジョヴァンニ、カザルプステルレンゴ、コドーニョ、カスティリオーネ・ダッダ、フォンビオ、マレーオ、ソマーリア、ベルトーニコ、テッラノーヴァ・デイ・パッセリーニ、カステルジェルンド、サン・フィオラーノなどの町で合わせて39人の感染が確認された。そのうちセスト・サン・ジョヴァンニを除く10町もイタリア政府により封鎖され、戒厳令に従わない場合は刑事罰を受ける可能性もあるという。また、カザルプステルレンゴ在住の78歳女性1人が22日に自宅で死亡。さらに、ヴェネト州とロンバルディア州に隣接するエミリア＝ロマーニャ州で2人、ピエモンテ州のトリノでもロンバルディア州の感染者と接触したことのある1人の感染が確認された。
2月23日、新たにロンバルディア州でヴァルテッリーナ在住の17歳若者など58人、ヴェネト州で8人（うちヴェネツィアで2人）、エミリア＝ロマーニャ州で7人、ピエモンテ州で5人、トレンティーノ＝アルト・アディジェ州の3人の感染が確認され、ロンバルディア州のクレーマでトレスコーレ・クレマスコ在住の68歳女性1人が死亡。なお、衛生当局はいまだにこの地域の感染源である「ペイシェント・ゼロ」を追跡することができない。
2月24日、新たにロンバルディア州で59人、エミリア＝ロマーニャ州で9人、ヴェネト州で7人の感染が確認された。同日、ロンバルディア州のベルガモでヴィッラ・ディ・セーリオ在住の84歳男性、カゼッレ・ランディ在住の88歳男性、ミラノでカスティリオーネ・ダッダ在住の75歳男性、コモでカスティリオーネ・ダッダ在住の62歳人工透析患者男性が死亡。
2月25日、新たにロンバルディア州でミラノの医学院生2人を含む68人、ヴェネト州で13人、エミリア＝ロマーニャ州で8人（うちパルマで2人、リミニで1人）、トスカーナ州で2人（フィレンツェでノルウェー人留学生1人、ピストイアで1人）、シチリア州のパレルモで3人、トレンティーノ＝アルト・アディジェ州で1人、リグーリア州で2人（アラッシオで1人、ラ・スペツィアで1人）の感染が確認された。中南部での感染者はいずれも北部出身者あるいは北部への旅行歴がある人と見られる。同日、ロンバルディア州でネンブロ在住の84歳男性、サン・フィオラーノ在住の91歳男性、コドーニョ在住の83歳女性、ヴェネト州でトレヴィーゾ在住のシチリア島メッシーナ出身の76歳女性、エミリア＝ロマーニャ州でロンバルディア州ローディ在住の70歳男性が死亡。また、イタリアで撮影中の映画「ミッション：インポッシブル7」の撮影が中止。
2月26日、セリエCのUSピアネーゼASD所属のシエーナ県在住の22歳サッカー選手キング・ウドーや未成年者4人、カンパニア州でカゼルタ在住の24歳女性、ヴァッロ・デッラ・ルカーニア在住の25歳ウクライナ人女性、プッリャ州でターラント県トッリチェッラ在住の33歳男性などの感染が確認された。
2月27日、トスカーナ州でトッレ・デル・ラーゴ在住の44歳男性、カンパニア州でナポリ県在住の1人、アブルッツォ州でロンバルディア州のブリアンツァ地域からロゼート・デッリ・アブルッツィに来た男性の感染が確認された。また、肺炎でリミニの病院に入院中の88歳のサンマリノ住民の感染も確認された。同日、ロンバルディア州内で80歳以上の老人5人の死亡も確認された。
2月28日、トスカーナ州でUSピアネーゼASD所属の選手2人とスタッフ1人、プッリャ州でターラント県在住の2人、カンパニア州でカゼルタ県在住の1人とサレルノ県在住の1人、カラブリア州でコゼンツァ県チェトラーロ在住の1人、ラツィオ州でベルガモを訪れていたフィウミチーノ在住の女性、トレンティーノ＝アルト・アディジェ州のボルツァーノ自治県で1人の感染が確認された。同日、ロンバルディア州内で80歳以上の老人2人と77歳の老人1人、エミリア＝ロマーニャ州ピアチェンツァの病院でロンバルディア州住民の85歳老人とブッセート在住の89歳女性が死亡。
2月29日、ボルゴノーヴォ・ヴァル・ティドーネの町長ピエトロ・マッツォッキと副町長ドメニコ・マッツォッキ、ラツィオ州でフィウミチーノ在住の女性感染者の夫と息子の感染が確認された。同日、エミリア＝ロマーニャ州でロンバルディア州在住の83歳男性とパルマ在住の81歳女性、リグーリア州でサヴォーナ県ライグエーリアのホテルに滞在していた88歳女性が死亡。

### 2020年3月
3月1日、ロンバルディア州の経済開発評議員アレッサンドロ・マッティンツォーリ、ローマの警察官1人とカパネッレの消防士学校の生徒1人など、新たに566人の感染が確認された。また、サルデーニャでも初の感染者（カリャリのブロツ病院に入院中の肺炎患者）が発生した。同日、ロンバルディア州のブレシアでチーゴレ出身の87歳農民、エミリア＝ロマーニャ州のピアチェンツァで79歳男性と74歳男性、パルマで79歳男性と76歳男性の死亡が確認された。
3月2日、カレンダスコの市長フィリッポ・ツァングランディ、カパネッレの消防士学校の生徒1人、ロンバルディア州でクレーマの病院の医師と看護師、モリーゼ州でカンポバッソ在住の60歳女性など、新たに342人の感染が確認された。同日、エミリア＝ロマーニャ州のリミニでサンマリノ在住の88歳男性、ピアチェンツァで95歳女性、パルマでベルガモ在住の62歳精神科医、マルケ州のファーノで88歳男性の死亡が確認された。
3月3日、ミラノの裁判所の裁判官2人、カンパニア州でサレルノにある高校の教師、イスキア島に滞在している1人、ラツィオ州でローマ県ポメーツィア在住の10代学生2人など、新たに466人の感染が確認され、うちロンバルディア州での感染者数は1500人を超えた。また、コモの病院に入院中の71歳男性がタクシーで帰宅する事態も発生した。同日、エミリア＝ロマーニャ州のピアチェンツァで市内在住の高齢者4人とロンバルディア州在住の85歳女性、同州ローディ在住の77歳男性、パルマ県在住の70歳女性、ヴェネト州のメストレで79歳男性、リグーリア州のサンマルティーノ・ディ・ジェノヴァでカスティリオーネ・ダッダ在住の86歳女性、マルケ州のペーザロで60歳男性、プッリャ州のフォッジャでサン・マルコ・イン・ラーミス在住の75歳男性の死亡が確認された。
3月4日、ピアチェンツァ市長のパトリツィア・バルビエリ、エミリア＝ロマーニャ州の健康評議員ラファエーレ・ドニーニ、同州の国土山岳評議員バーバラ・ロリ、ミラノの警察官1人、ロンバルディア州ベルガモの病院で生まれたばかりの新生児、エミリア＝ロマーニャ州パルマ県のフォルノーヴォの基地に駐在している国家憲兵、ミラノ発ラゴネグロ行きの長距離バスを利用したバジリカータ州在住の11人など、新たに587人の感染が確認された。同日、ロンバルディア州でチニゼッロ・バルサモ在住の84歳男性、エマルケ州でアンコーナ県在住の85歳老人とファーノ在住の76歳老人、リグーリア州のサヴォーナで79歳男性、ピエモンテ州のアレッサンドリアで80歳男性の死亡が確認された。
3月5日、ミラノの裁判官1人、ディアーノ・マリーナのホテルに滞在しているブレンバーテ・ディ・ソプラ在住の81歳と76歳の夫婦、ローマのサン・フィリッポ・ネリ病院に入院中の患者、シチリア島エンナの病院の心臓専門医と外科医、ローディ県在住の息子と接触したトリノ在住の老夫婦など、新たに769人の感染が確認された。同日、ロンバルディア州でブレシア県オルツィヌオーヴィ在住の69歳男性と90歳女性、リグーリア州のサヴォーナで72歳男性、ピエモンテ州のノーヴィ・リーグレで76歳男性、ローマで87歳女性、プッリャ州でフォッジャ県在住の76歳男性の死亡が確認された。なお、この日までに、少なくとも5人のオルツィヌオーヴィ在住者が亡くなったことが分かった。
3月6日、マテーラ県知事のリナルド・アルジェンティエーリ、ベルガモ県知事のエリザベッタ・マルジアッキ、同県の政務官であるマウリツィオ・アウリーエンマ、ブレシア県知事のアッティリオ・ヴィスコンティ、レマンツァッコの市長ダニエラ・ブリッツ、マッテオ・サルヴィーニ上院議員の護衛警官1人、ラツィオ州ラティーナのパーティーに参加した10人、エミリア＝ロマーニャ州ボローニャ県イーモラのボウリングクラブの高齢者16人など、新たに778人の感染が確認された。同日、ピエモンテ州でノーヴィ・リーグレの病院に入院中の81歳女性、アスティの病院に緊急治療で入院していた1人の死亡が確認された。また、バチカンで発生した患者はイタリア国内の病院に移送された。
3月7日、民主党党首・ラツィオ州知事ニコラ・ジンガレッティ、ナポリの海軍基地に駐在する在欧米海軍兵士1人、ロンバルディア州地区評議会職員1人、バジリカータ大学の教授2人、エミリア＝ロマーニャ州ラヴェンナ在住の小児科医、トレント自治県コドーニョ在住の高齢夫婦、トスカーナ州アレッツォ在住の教師など、新たに1247人の感染が確認された。同日、ピエモンテ州でポルトグルアーロの病院に勤務する麻酔科医、フリウリ＝ヴェネツィア・ジュリア州のトリエステで87歳女性の死亡が確認された。また、アブルッツォ州で既に死亡したオルトーナ在住の男性の感染が確認された。
3月8日、ピエモンテ州知事のアルベルト・チリオ、ローディ県知事のマルチェロ・カルドナ、トラーヴォ市長のロドヴィコ・アルバシ、陸軍参謀総長のサルヴァトーレ・ファリーナ、サルデーニャ島オルビア在住の1人、ヌーオロ在住の1人など、全国で新たに1492人の感染が確認された。
3月9日、カステル・サン・ジョヴァンニ市長のルチア・フォンタナ、ペンネ市長のマリオ・センプローニ、ジャーナリストのニコラ・ポロ、サルデーニャ島カリャリ、ヌーオロ、イグレージアス、アブルッツォ州ペンネの病院の医師数人など、新たに1797人の感染が確認された。同日、ピエモンテ州のトリノで市内在住の76歳男性、マルケ州で87歳男性2人と73歳女性、ヴェネト州でサン・フィオール在住の自転車選手イタロ・デ・ツァン、トスカーナ州のピサで79歳患者の死亡が確認された。
3月10日、ACレッジャーナ1919所属のアレッサンドロ・ファヴァッリなど、新たに977人の感染が確認された。同日、ピアチェンツァ市議会議員ネリオ・パヴェシ、ピエモンテ州アレッサンドリア在住の高齢者3人、ノヴァーラ在住の88歳女性、マルケ州ペーザロの病院に入院している94歳患者、フリウリ＝ヴェネツィア・ジュリア州ポルデノーネ県在住の89歳男性とウーディネ県在住の93歳女性、ラツィオ州ラティーナ県フォルミア在住の82歳患者の死亡が確認された。
3月11日、下院議員のクラウディオ・ペドラッツィーニ、サッカーイタリア代表、ユヴェントスFCに所属するダニエレ・ルガーニ、プッリャ州アックアヴィーヴァ・デッレ・フォンティにある病院の医師、サルデーニャ島ヌーオロの病院の医師と看護師15人、ヴィネト州レンディナーラのフランシスコ会修道院の修道士4人など、新たに2313人の感染が確認された。同日、ヴァレーゼ県の医師会会長を務めるブスト・アルシーツィオ在住の開業医ロベルト・ステラ、クラリネット・ジャズサックス奏者ブルーノ・ロンギ、マルケ州在住の高齢男性3人とウルビーノ在住の87歳女性、トリエステ県在住の高齢者2人、ウーディネ県在住の103歳患者、ラ・サル在住の高齢者1人、ムラッツォ在住の87歳患者、ソルティーノ在住の80歳男性、ボルツァーノ在住の85歳女性、ボルゴ・ヴァルスガーナ在住の81歳女性の死亡が確認された。
3月12日、下院のイタリアの同胞副議長、元サレルノ県知事のエドモンド・チリエーリ、サッカーイタリア代表でUCサンプドリア所属のマノロ・ガッビアディーニ、シチリア島パレルモ駐在のカラビニエリ警察官8人、フィンカンティエリのムッジャノ工場の労働者、トリノの印刷会社の従業員などの感染が確認された。同日、アスティの病院に入院中の元国会議員のジョヴァンニ・ラビーノの死亡が確認された。
3月13日、下院の民主党副議長、元スポーツ大臣のルーカ・ロッティ、同盟所属のロンバルディア地域評議員マルコ・コロンボ、UCサンプドリア所属のオマー・コリー、アルビン・エクダル、アントニーノ・ラ・グミーナ、モアテン・トルスビーと同クラブ所属の医師1人、ACFフィオレンティーナ所属のドゥシャン・ヴラホヴィッチ、タッジャの市長マリオ・コニオ、ブリンディジに停泊中のサン・ジュストに乗船していたイタリア海軍兵2人、イタリア放送協会バーリ局の従業員1人、レッチェの刑務所の囚人女性1人、モンテヴァルキの学校に勤務するフィリーネ・ヴァルダルノ在住の教師の感染が確認された。同日、チェーネの町長ジョルジオ・ヴァロティをの死亡が確認された。
3月14日、保健副大臣で上院議員ピエルパオロ・シレーリ、大学研究副大臣で下院議員アンナ・アスカーニ、ACFフィオレンティーナ所属のパトリック・クトローネ、ヘルマン・ペッセージャと同クラブ所属の理学療法士1人、UCサンプドリア所属のバルトシュ・ベレシンスキとファビオ・デパーオリ、エミリア＝ロマーニャ州でマレリのボローニャ工場の労働者2人の感染が確認された。同日、ミラノで法学者、銀行家、弁護士ピエロ・シュレシンジャー、マッサの病院でリッチャーナ・ナルディ在住の77歳男性、モンテベッロ・イオーニコ在住の北部マゼーラ出身の64歳男性の死亡が確認された。
3月15日、ルッカ市長のアレッサンドロ・タンベリーニ、ペーザロ在住のバスケットボール選手マッテオ・マラヴェンチュラ、ローマの本部ビルに勤務するインフラ運輸省の職員1人、エオリア諸島のサリーナ島で北部からサンタ・マリーナ・サリーナに帰った25歳女性と64歳の島民、ナポリの病院の心臓リハビリテーション部門の医師の感染が確認された。同日、ロンバルディア州での感染者が1万人を超えた。また、建築家ヴィットリオ・グレゴッティ、トルトーナの病院に入院中の88歳修道女、サルデーニャ島カリャリ在住の42歳自営業男性の死亡が確認された。
3月16日、ローマ在住のCBSニュースイタリア特派員セス・ドーン、カラブリア州駐在のイタリア放送協会記者1人、サルデーニャ島カリャリの病院関係者3人、アブルッツォ州の12歳の子供、シチリア島シラクーザの病院の医師1人、ヴァッレ・ダオスタ州の医療関係者数人、ピエモンテ州トルトーナの修道院の関係者数人の感染が確認された。同日、クレーマでシンガーソングライターのセルジオ・バッシ、メストレで元検察官フランチェスコ・サヴェリオ・パヴォーネ、ジェノヴァでロンバルディア州ミラノ県在住の90歳男性と同市内在住の73歳エクアドル人男性、ラ・スペツィア県在住の87歳1人の死亡が確認された。また、女優のジュリアナ・デ・シオは2月中旬に感染し、ローマの病院に入院した後、回復したことがわかった。
3月17日、ナポリ市議会議員マリオ・コッペート、ユヴェントスFC所属のサッカー選手ブレーズ・マテュイディ、エラス・ヴェローナFC所属のマッティア・ザッカーニ、ピエモンテ州で司会者ピエロ・キャンブレッティとその母親、レッジョ・カラブリア県、ペスカーラ県とテーラモ県の住民多数の感染が確認された。同日、ベルガモ在住の65歳かかりつけ医、カッラーラ在住の87歳男性の死亡が確認された。
3月18日、ゾッポラ在住の生後5ヶ月の女の子、アリアーノ・イルピーノの司教と修道女2人の感染が確認された。同日、メッツォルドの村長ライモンド・バリッコ、ローディの開業医組合の事務局長マルチェロ・ナターリ、カッラーラ在住の元サッカー選手ルチアーノ・フェデリチ、ノーヴァ・ミラネーゼ在住の32歳男性バーテンダー、ソルフェリーノ在住の65歳開業医の死亡が確認された。
3月19日、モルターラの市長マルコ・ファッキノット、マルケ州バーリの警察官5人とその指揮官、ナポリの病院の救急医1人の感染が確認された。同日、フィデンツァで遺伝学者のミケーレ・スタンカ、ベルガモで元サッカー選手イノチェンツォ・ドニーナ、コモの医師2人、クレーマ、クレモナ、ベルガモの医師各1人、マルケ州チンゴリ在住の医師1人、ナポリの廃棄物処理会社のアジア系従業員1人の死亡が確認された。
3月20日、モンティニョーゾ町長ジアンニ・ロレンツェッティ、サン・ジミニャーノ在住の看護師1人、ローマとグロッタフェッラータの2ヶ所の修道院の修道女59人、イスキア島にいる7人、トレンティーノ在住の10歳以下の子供3人の感染が確認された。同日、元ヴィチェンツァ市長マリノ・クアレシミン、聖ヨセフを研究する神学者、著作家のタルチシオ・ストラマーレ、ベルガモ在住の47歳カラビニエリ兵士、ブレシアのスーパーマーケット従業員である48歳女性の死亡が確認された。
3月21日、ユヴェントスFC所属のパウロ・ディバラとそのフィアンセ、歌手・女優のオリアナ・サバティーニ、ACミランのテクニカルディレクター、パオロ・マルディーニとその息子ダニエル・マルディーニ、ラツィオ州でグロッタフェッラータの修道院の修道女や警備員20人、コンテ首相のボディーガード1人の感染が確認された。同日、トレントの修道院で貧者のためのスープキッチンを営む47歳男性などの死亡が確認された。
3月22日、シチリア島ヴィッラフラーティの老人ホームに入居している90歳女性、イタリア市民保護局の職員12人の感染が確認された。同日、シラクサ地域の史跡保護に尽力していた建築家カロジェロ・リズート、彫刻家ジョヴァンニ・ブランディーノ、デザイナーのピノ・グリマルディ、ベルガモ在住の家庭医1人、ナポリ在住の法医官1人の死亡が確認された。
3月23日、ランチャーノの病院の整形外科医2人、内科医2人、ニコジーアの病院の看護師4人、ペスカーラの病院で子供を含む約40人、シチリア島ヴィッラフラーティの老人ホームの数十人の感染が確認された。同日、クレモナ在住の64歳感染症専門医、カッツァーゴ・サン・マルティーノ在住の73歳かかりつけ医、ローディ在住の薬剤師、パルマで76歳の看護施設勤務医、カーゾリとパリエータ在住のランチャーノ病院の患者2人、2月24日に感染が確認されたカルピ在住の62歳ビジネスマン、前日に感染が確認された90歳女性が死亡。また、プッリャ州での死者は前日の6人の6倍以上まで膨らみ上がり、37人となった。
3月24日、ロンバルディア州特別顧問、元イタリア市民保護局トップのグイド・ベルトラーゾ、カゼルタ県在住の生後3ヶ月の乳児の感染が確認された。同日、ジェノヴァで元上院議員、元下院議員ロレンツォ・アクアローネ、ベルガモ県で元サッカー選手ピエルルイジ・コンソンニ 、カターニアでジャーナリストのリロ・ヴェネツィア、カスティリオーネ・メッセール・ライモンドの住民7人の死亡が確認された。
3月25日、サッカーパラグアイ代表、UCサンプドリア所属のエドガル・バレート、ローマの病院の消化器科医師6人の感染が確認された。同日、ミラノで作曲家デット・マリアーノ、サンタ・マリーア・ヌオーヴァで元サイクリストのダニーロ・バロッツィ、ブレシアでエチオピアで長年活動していたアンジェロ・モレスキ司教、ベルガモの保健所の公衆衛生担当者ヴィンチェンツァ・アマト、ラヴェンナでロマーニャ水道会社の64歳管理職男性、カルタニッセッタ、アレッサンドリア、レッコ在住のかかりつけ医3人、トリノ在住の49歳歯科医、ナポリ在住の69歳かかりつけ医が死亡。
3月26日、フィウッジの施設利用者18人、サルデーニャ島ヌーオロの看護施設の医療スタッフ5人と利用者13人、テーラモの病院の看護師32人と医師8人の感染が確認された。同日、ルッカでオペラ歌手ルイジ・ローニ、ベルガモで入院中の医師3人、ネットゥーノ在住の薬剤師、トリノ在住の開業医、ローマ市内在住の33歳モンテネグロ人男性、ペスカーラ在住の49歳患者、サンタナスタジーアの養護施設に入居していた高齢者3人、ルッカ在住の歯科医、ノヴァーラ在住のメディカルディレクターが死亡。また、リミニで101歳の患者1人が回復し、退院した。
3月27日、パドヴァの病院のスタッフ多数の感染が確認された。同日、詩人マリオ・ベネデッティ、パルマ・カルチョ1913に所属していた元サッカー選手エルメス・ポリ、一般開業医連盟のレッコ地方評議員、ベルガモ在住の医師2人、ジェノヴァの病院の内科医、ペーザロ・エ・ウルビーノ県医師会の評議員である呼吸内科医と同県在住の内科医、ピアチェンツァ在住のかかりつけ医2人と小児科医、フェデリコ2世・ナポリ大学の医学教授・心臓専門医マウリジオ・ガルデリージ、サン・セヴェーロ在住の59歳刑務所駐在医師が死亡。同日、イタリアでの感染者数は中国を上回った。
3月28日、クラスターのあるネーロラに住んでいるリエーティ県パッソ・コレゼにあるAmazon.comの配送センターの従業員1人の感染が確認された。同日、著作家・ジャーナリストのラファエレ・マスト、元ボクサー、ヨーロッパライトヘビー級チャンピオンのアンジェロ・ロットリ、ヴィッラノーヴァ・ダスティとピゾーニェの基地に駐在していたカラビニエリ司令官2人が死亡。また、ジェノヴァで102歳の女性患者イタリカ・グロンドーナが回復し、退院した。
3月29日、ボルゴマネーロの老人ホームに入居していた高齢者4人が死亡。
3月30日、ローマ司教区の枢機卿、サン・ジョバンニ・イン・ラテラノ大聖堂の大祭司アンジェロ・デ・ドナティスの感染が確認された。同日、ベルガモとフォルリの医師2人が死亡。
3月31日、メッシーナ在住の家庭医、セレーニョ在住の心臓専門医とローマ在住の婦人科医の医師3人が死亡。

### 2020年4月

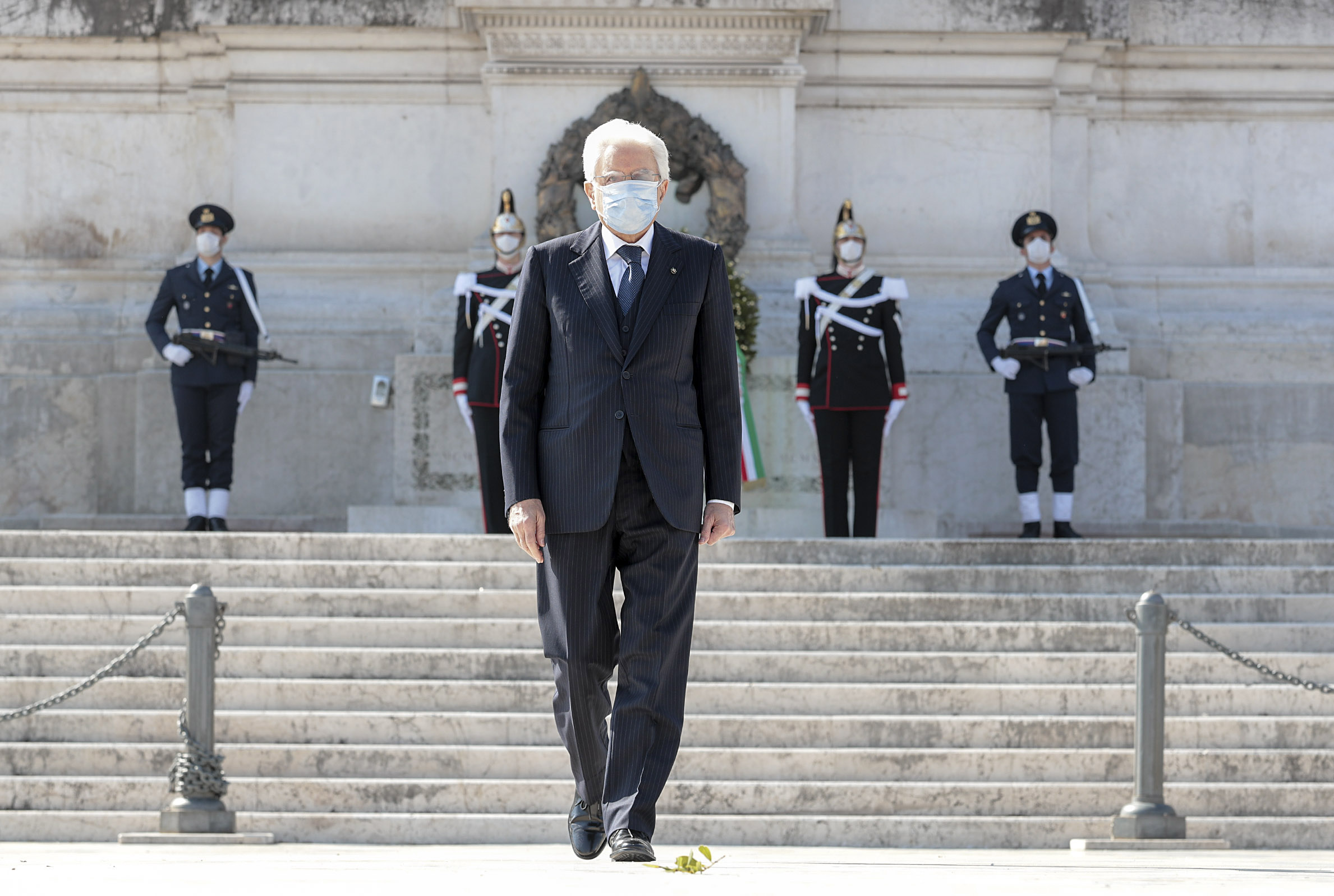
4月25日祝賀会：共和国大統領 セルジョ・マッタレッラ、および彼の背後にあるcuirassiers 、ローマのアルターレ・デッラ・パトリアで保護マスクを着用

## イタリア政府の対応

### ロックダウン
2020年1月31日、イタリア政府は非常事態を宣言した。
2月22日、以下の自治体に感染者が多数発生していたので、イタリア当局はこれらの自治体を封鎖し、住民の出入りを制限していた。
- ロンバルディア州：カザルプステルレンゴ、コドーニョ、カスティリオーネ・ダッダ、フォンビオ、マレーオ、ソマーリア、ベルトーニコ、テッラノーヴァ・デイ・パッセリーニ、カステルジェルンド、サン・フィオラーノ
- ヴェネト州：ヴォー

2月23日、北部数州の政府は州内の学校・美術館・劇場・映画館などの閉鎖を命令した。ヴェネツィアのカーニバル、イヴレーアのカーニバルおよびスポーツ試合などの行事も中止となり、3月までに再開できなくなった。また、イスキア島にある6つのコムーネの村長は連名で、中国およびヴェネト、ロンバルディア州に過去14日間に滞在した人に対して上陸拒否命令に署名したが、ナポリ県知事はこの命令を違法の措置として取り消した。シチリア島のポッツァッロに上陸した難民274人もラグーザで2週間の健康観察を受けることになった。
3月7日、イタリア政府は新しい緊急事態法令を発表。既に封鎖されたロンバルディア州の10自治体とヴェネト州の1自治体のほかに、感染者が多数発生していた以下の県の全自治体を「レッドゾーン」として指定していた。4月3日までに該当自治体の住民の出入り、学校・スキーリゾートの閉鎖、スポーツ・行列・結婚式・葬儀などのイベントの中止、バー・レストランなどの営業制限が命令された。封鎖対象都市にはミラノやヴェネツィアといった大都市も含まれ、1600万人のイタリア国民が移動制限の対象となった。ミラノにいる外国人や市民は脱出するために、ミラノ中央駅やバスターミナルなどに集まった。大勢の脱出者の流入を予想していた中南部各州の知事は撤回を要求すると同時に、北部から到着する人々への検疫を強化すると指示した。また、モデナ、パドヴァ、マテーラやカセルタなどの刑務所では囚人らが暴動を起こしており、フォッジャでは囚人が脱走する事態も発生した。
- ロンバルディア州：全州全県（ヴァレーゼ県、クレモナ県、コモ県、ソンドリオ県、パヴィーア県、ベルガモ県、ブレシア県、マントヴァ県、ミラノ県、モンツァ・エ・ブリアンツァ県、レッコ県、ローディ県）
- エミリア＝ロマーニャ州：モデナ県、パルマ県、ピアチェンツァ県、レッジョ・エミリア県、リミニ県
- マルケ州：ペーザロ・エ・ウルビーノ県
- ピエモンテ州：アレッサンドリア県、アスティ県、ノヴァーラ県、ヴェルバーノ・クジオ・オッソラ県、ヴェルチェッリ県
- ヴェネト州：パドヴァ県、トレヴィーゾ県、ヴェネツィア県

3月8日、イスキア島とプローチダ島が所在するカンパニア州の知事は島へ渡航する乗客に対して、健康状態をチェックする命令に署名した。
3月9日夜、ジュゼッペ・コンテ首相は翌10日の朝より、中・北部地域に限定してきた移動制限措置をイタリア全土に拡大すると発表。さらに3月11日夜、コンテ首相はテレビ放送で食品など必需品の店と薬局以外のすべての店を翌12日から25日まで閉鎖すると発表した。
3月10日、ローマのトレヴィの泉の入り口には一時トラテープが張られ、訪問が禁止となり、バチカンの サン・ピエトロ広場も閉鎖となった。
3月12日、ミラノのリナーテ空港が閉鎖された。
3月13日、コーミゾ空港が閉鎖された。また、リミニ - サンマリノ間の国際バスの運行も停止となった。シチリア島の全ての医療機関では外科手術が停止された。
3月15日、感染者が急増するカンパニア州アリアーノ・イルピーノ全域の出入りが禁止された。
3月17日、パオラ・デ・ミケーリインフラ運輸大臣は、あらゆる交通手段で帰国した人を14日間隔離すると義務付ける政令に署名した。同日、サルデーニャ州知事は7月31日までの「緊急事態」を宣言した。また、感染者数が急増するカラブリア州のモンテベッロ・イオーニコとサン・ルーチド全域の出入りが禁止された。
3月18日、セルジョ・マッタレッラ大統領は、「クーラ・イタリア」と呼ばれるコロナウイルスの感染拡大に対する緊急措置を取る法令に署名した。一方、今まで感染者が発生していなかったプッリャ州のアプリチェーナでは人の入域を禁止していた。
3月21日と22日、カラブリア州政府はクトロ、ロリアーノ、サント・ステーファノ・ディ・ロリアーノの閉鎖を宣言した後、州全体の閉鎖を決定。また、カンパニア州でも入域者に14日間の隔離義務を付けた。
3月24日、感染者が急増するシチリア州ヴィッラフラーティ、アブルッツォ州カスティレンティ、エーリチェ、カスティリオーネ・メッセール・ライモンド、モンテフィーノ、ビゼンティ、アルシータなどの出入りが禁止された。
3月25日、ラツィオ州ネーロラでは人の出入りが禁止された。
3月26日、内務大臣ルチアナ・ラムジュは内務省の決定として、メッシーナ市長カテーノ・デ・ルカの行為を刑法第290条（名誉毀損）違反と非難した。25日、ルカ市長はウイルスのシチリア上陸を阻止しようとして、海峡横断フェリーの寄港を一切許可していなかったため、多くの島内出身者はメッシーナ海峡向こう側のレッジョ・ディ・カラブリアで足止めとなった。
3月27日、モリーゼ州のモンテネーロ・ディ・ビザッチャ、リッチャ、ヴェナフロ、ポッツィッリ、チェルチェマッジョーレ、バジリカータ州のモリテルノ、トリカーリコ、イルシーナ、グラッサーノでは人の出入りが禁止された。
4月26日、コンテ首相は5月4日から経済活動を再開させると記者会見した。
5月16日、コンテ首相は6月3日に大幅緩和しEUからの入国制限を解除すると発表。

### イタリアの医療
2020年3月5日時点で25,856件のPCR検査を行い、陽性は2,423人（陽性率9.4%）。多くの病院の外でテントが張られ、トリアージセンターとして使われていた。
イタリア政府は2月からEUに対して医療物資の支援を求めてきたが、どの国も応じなかった。最初に支援をしたのは中国で、3月12日には医療物資と医療チームが到着した。
コンテ首相とウイルス学者のイラリア・カプア、疫学者ピア・ルイージ・ロパルコの3人はPCR検査で多くの人を検査したため、多くの症例が見つかったと説明した。
イタリアの医療制度は地域に根差した国民医療サービス（SSN）だが、最近、医療費は緊縮策で削減されていた。政治研究者のセレーナ・ボルピも「もし、これまで公的医療に多くを投資していたなら犠牲をもっと減らすことができていたはずです。この危機が去ったあと私たちは公的医療制度を支える医師と看護師の献身的な仕事ぶりを思い起こすべきです」と述べている。
集中治療室のベッド数が満杯の場合、発症者を多く受け入れている病院を新型コロナウイルス専用病院にしたり、また感染者が少ない地域の医師が流行地域の医療機関を助けることなどが提案されている。

## 社会・経済への影響
2020年3月5日、セルジョ・マッタレッラ大統領はダイヤモンド・プリンセス号の船長に、イタリア共和国功労勲章を授与した。
3月9日、アルマーニグループは北部地域の病院や研究所に対して、合計125万ユーロを寄付した。
3月下旬、大量の死者が出た北部のベルガモ県などでは棺桶が足りなくなる事態が発生した。ベルガモやピアチェンツァの地元新聞では数ページの訃報だけを掲載したこともある。